# Larry Muhoberac
Lawrence Gordon Muhoberac Jr., besser bekannt als Larry Muhoberac (* 12. Februar 1937 in Louisiana; † 4. Dezember 2016 in Erina, New South Wales, Australien), war ein US-amerikanischer Pianist, der in den 1960er Jahren häufig mit Elvis Presley arbeitete und zu den Gründungsmitgliedern der TCB Band gehörte.

## Leben
Muhoberac erlernte das Klavierspiel in frühesten Jahren und beherrschte das Instrument bereits im Alter von 5 Jahren weitgehend.
Mit 20 gehörte Muhoberac zum festen Ensemble von Woody Herman und durch seinen Umzug 1959 nach Memphis, Tennessee, lernte er den in Graceland lebenden Elvis Presley kennen, mit dem er in den 1960er-Jahren immer wieder zusammen arbeitete.  Als Presleys TCB Band zusammengestellt wurde, fiel die Wahl für den Pianisten zunächst auf Glen Hardin, der zu dieser Zeit jedoch aufgrund von anderen Verpflichtungen absagen musste, so dass Muhoberac verpflichtet wurde, der seinerseits den ihm persönlich bekannten Ronnie Tutt als Schlagzeuger empfahl. Als Presley sich entschloss, wieder vorwiegend Konzerte geben zu wollen, Muhoberac aber lieber als Studiomusiker tätig sein wollte, wurde er im Februar 1970 in der TCB Band durch den anfangs favorisierten Glen Hardin ersetzt.
Im Laufe seiner weiteren Karriere arbeitete Muhoberac mit weiteren namhaften Künstlern, wie zum Beispiel Tina Turner, Neil Diamond, Ray Charles und Barbra Streisand.
1986 verließ Muhoberac die Vereinigten Staaten für immer und ließ sich in Australien nieder, wo er weiterhin als Musiker und Komponist tätig war und 30 Jahre später auch starb.